# Mieczysław Janowski (aktor)
Mieczysław Janowski (ur. 22 marca 1935 w Warszawie, zm. 25 września 2021 we Wrocławiu) – polski aktor, teatralny i filmowy.

## Życiorys
Na scenie zadebiutował 29 stycznia 1959 rolą pracownika zakładu pogrzebowego w Ostatniej taśmie Krappa Samuela Becketta w reż. Waldemara Krygiera na deskach Teatru 38 w Krakowie. Występował na scenach Teatru 38 w Krakowie (1959, 1963) i Teatru Rapsodycznego w Krakowie (1961) oraz w Teatrze Dramatycznym w Wałbrzychu (1973) i Teatrze Współczesnym we Wrocławiu (1974–1976).
W 1964 roku został zaangażowany w Teatrze-Laboratorium 13 Rzędów, Jerzego Grotowskiego.
Pochowany na Cmentarzu Osobowickim we Wrocławiu.

## Filmografia
- Stawka większa niż życie (serial telewizyjny) (1968)

- odc. 10. W imieniu Rzeczypospolitej – partyzant
- odc. 12. Zdrada – żołnierz pilnujący Christin Kield w piwnicy gen. von Boldta

- Jarzębina czerwona (1969) – żołnierz
- Znaki na drodze (1969) – kierowca Stokłosa
- Kolumbowie (serial telewizyjny) (1970) – powstaniec (odc. 5. Śmierć po raz drugi)
- Motodrama (1971) – klient na poczcie kupujący „dwa na express”
- Trąd (1971) – milicjant
- Fortuna (1972)
- Tajemnica wielkiego Krzysztofa (1972)
- Nagrody i odznaczenia (1973) – pacjent szpitala
- Śledztwo (1973) – technik Thomas
- Zasieki (1973) – żołnierz
- Trzecia granica (serial telewizyjny) (1975) – dowódca słowackiego oddziału partyzanckiego (odc. 7. Mylne szlaki i odc. 8. Porachunki)
- Dagny (1976) – świadek na ślubie Przybyszewskiego
- Kradzież (1976) – mężczyzna tworzący portret pamięciowy Pawła
- Test pilota Pirxa (1978) – Mitchell, pracownik „United Atomic Laboratory”
- Znaki zodiaku (1978) – muzyk
- Ślad na ziemi (1978) – podwładny Rybackiego
- Znaków szczególnych brak (1978) – towarzysz
- Elegia (1979) – oficer SS przesłuchujący chorążego
- Gazda z Diabelnej (serial telewizyjny) (1979) – szabrownik
- Wściekły (1979) – Bolesław Dragacz, morderca (współpraca reżyserska)
- Olimpiada ’40 (1980) – polski jeniec
- Przed odlotem (1980) – mężczyzna mierzący pokój Wiktora
- Misja (serial telewizyjny) (1980) – oficer w sztabie republikanów
- Dreszcze (1981) – wychowawca obozowy
- Limuzyna Daimler-Benz (1981) – kierowca limuzyny
- Vabank (1981) – Olek, strażnik w banku Gustawa Kramera
- Wielki bieg (1981) – dziennikarz
- Hotel Polanów i jego goście (Hotel Polan und seine Gäste) (1982) – lokaj
- Jeśli się odnajdziemy (1982) – pracownik ośrodka
- Wilczyca (1982) – huzar
- Dolina szczęścia (1983) – Jerzy
- Na krawędzi nocy (1983) – Piotr Lachowicz
- Podróż nad morze (1983) – nauczyciel geografii
- Szkatułka z Hongkongu (1983) – mężczyzna w kasynie
- 07 zgłoś się (serial telewizyjny) (1984) – Mieczysław Rafał Wasyluk, szef szajki fałszerzy monet (odc. 16. Ślad rękawiczki)
- Jak się pozbyć czarnego kota (1984) – kelner Henio
- Pobojowisko (1984) – Mazur
- Chrześniak (1985) – Dyja, pracownik PGR-u
- Kukułka w ciemnym lesie (1985) – żołnierz brytyjski pomagający Komisji Identyfikacyjnej
- Lubię nietoperze (1985) – pacjent w klinice Junga
- Problemat profesora Czelawy (1985) – Janek Paliwoda, były pacjent doktora Stockiego
- Sam pośród swoich (1985) – ubek
- Temida (serial telewizyjny) (1985) – członek ławy przysięgłych (odc. 2. Powrót po śmierć)
- Biała wizytówka (serial telewizyjny) (1986) – lokaj (odc. 4. Spółka Ruberg i odc. 5. Ślub przed pałacem)
- Głód serca (1986) – kolega Janusza w biurze
- Magnat (1986) – lokaj
- Na kłopoty… Bednarski (serial telewizyjny) (1986) – Schulz, kapitan „Stelli” (odc. 4. Statek nadziei)
- Pan Samochodzik i niesamowity dwór (1986) – Wasiak, kierownik ośrodka wczasowego
- Prywatne śledztwo (1986) – kolega zabitego kierowcy
- Republika nadziei (1986) – żołnierz na stacji
- W zawieszeniu (1986) – człowiek w prochowcu goniący Marcela
- Kryptonim „Turyści” (1986) – „Maks”, agent polskiego kontrwywiadu (odc. 1)
- Złoty pociąg (1986) – kapitan Sawicki, człowiek Bobruka
- Cyrk odjeżdża (1987) – Kazimierz, bileter
- Śmieciarz (1987) – oficer (odc. 1)
- Ballada o Januszku (1987) – Bęcicki, kierownik Domu Kultury
- Trójkąt bermudzki (1987) – oficer MO aresztujący Ludwika
- Ucieczka z miejsc ukochanych (serial telewizyjny) (1987) – członek oddziału „Leśnych”
- Alchemik (1988) – Johann
- Alchemik Sendivius (serial telewizyjny) (1988) – Johann
- Penelopy (1988) – dowódca WOP
- Pomiędzy wilki (1988) – pilot
- Przeprawa (1988) – adiutant majora „Brzeziny”
- Bal na dworcu w Koluszkach (1989) – kolejarz
- Chce mi się wyć (1989) – milicjant Kryszkowski, sąsiad Marty, ojciec kolegi Krzysia
- Galimatias, czyli kogel-mogel II (1989) – celnik
- Gdańsk 39 (serial telewizyjny) (1989) – celnik w Dołach
- Gorzka miłość (1989) – mężczyzna na przyjęciu u Powiłańskich
- Konsul (1989) – kierowca „konsula”
- Modrzejewska (serial telewizyjny) (1989) – komornik (odc. 3. Czerniowce)
- Ostatni prom (1989) – radiotelegrafista
- Po upadku. Sceny z życia nomenklatury (1989) – kierowca Solocha
- Ballada o człowieku spokojnym (1990) – SS-mann
- Seszele (1990) – pielęgniarz
- Zabić na końcu (1990)
- Dom Pirków (1998) – kumpel „białego niedźwiedzia”
- Życie jak poker (serial telewizyjny) (1998–1999) – prokurator, znajomy Roberta Dębowskiego
- Ogniem i mieczem (1999)
- Marszałek Piłsudski (serial telewizyjny) (2001)
- Fala zbrodni (serial telewizyjny) (2003) – lekarz (odc. 4. Wyzwolenie)
- Stara baśń. Kiedy słońce było bogiem (2003) – woj księcia
- Stara baśń (2004) – woj księcia

## Odznaczenia
- Złoty Krzyż Zasługi (2000)[1]